# Jacob Sigismund Waitz von Eschen
Jacob Sigismund Waitz von Eschen (* 16. Mai 1698 in Gotha; † 7. November 1776 in  Berlin) war ein hessischer und preußischer Minister aus dem Haus Waitz von Eschen.

## Leben

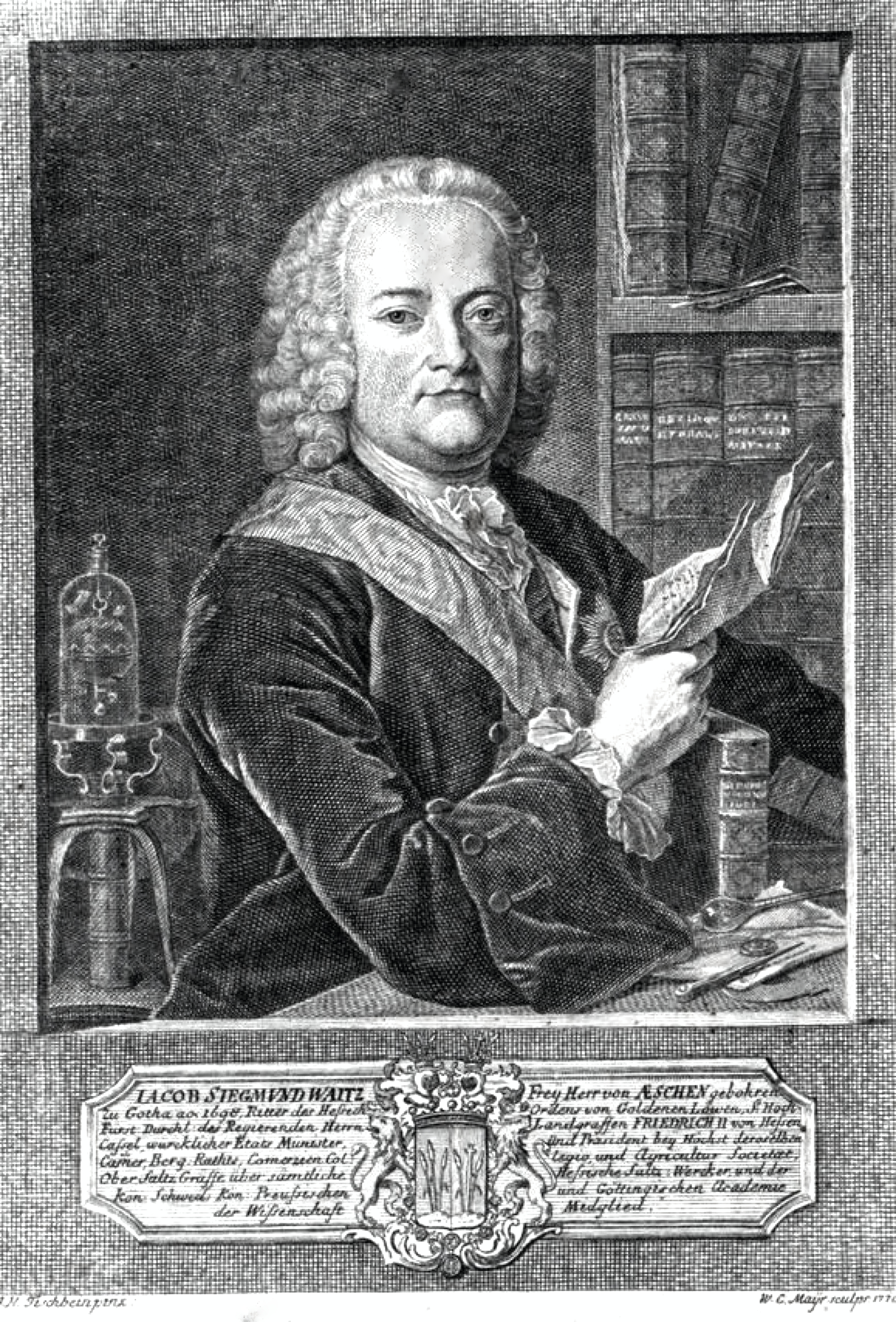
Jacob Sigismund Waitz von Eschen (1698–1776)

Jacob Sigismund Waitz wurde als Sohn des Gothaer Bürgermeisters und Steuereinnehmers Heinrich Sigismund Waitz geboren. Er besuchte das Gothaer Gymnasium und studierte dann in Jena Theologie, später Rechtswissenschaft, Mathematik und Physik. Er entdeckte sein Interesse am Bergwesen und bildete sich diesbezüglich in Clausthal fort, während er gleichzeitig in Hannoversch Münden eine Advokatur betrieb.
In Clausthal lernte er Landgraf Karl von Hessen-Kassel kennen, der ihn 1723 als Mathematicus in seinen Dienst nahm. 1726 wurde er zum Bergsecretarius, später zum Bergrat ernannt. Nach dem Tod des Landgrafen wurde er Kammerrat und Obersalzgrebe zu Sooden-Allendorf. Seiner Arbeit war es zu verdanken, dass die dortigen Salinen und die in Nauheim deutlich verbessert wurden und die Blaufarbenwerke in Karlshafen und Schwarzenfels erfolgreich ausgebaut wurden. 1750 pachtete er die mecklenburgische Saline Sülze und die nassau-weilburgischen Silberzeche Grube Mehlbach bei Weilmünster.

Wappen der Freiherren Waitz von Eschen

Landgraf Wilhelm VIII. schätzte seine Arbeit hoch und ernannte ihn 1754 zum Direktor der Rentkammer und 1757 zum Staatsminister und Mitglied des Geheimen Rates. Nach der 1757 erfolgten Besetzung Hessens während des Siebenjährigen Krieges durch die Franzosen und Flucht des Landgrafen führte er die Regierung in Vertretung des geflüchteten Landgrafen Friedrich II.
Mit dem Amtsantritt von Landgraf Friedrich II. erreichte der Einfluss von Jacob Sigismund Waitz seinen Höhepunkt. Er wurde 1760 Präsident der neugeschaffenen Kriegs- und Domainenkammer und damit der einflussreichste Politiker am Hofe. 1763 wurde er zugleich Präsident des Commerz-Collegs, dem Vorgänger der Industrie- und Handelskammer Kassel-Marburg. Daneben war er nun Präsident des Bergkollegiums, Mitglied des Direktoriums der Blaufarbenwerke, Obersalzgrebe, d. h. Direktor aller Salzwerke der Landgrafschaft, Direktor der Münzkommission und Direktor verschiedener Bildungsanstalten.
Am 7. April 1764 wurde er vom Kaiser Franz I. in den erblichen Reichsfreiherrenstand erhoben und nannte sich danach Jacob Sigismund Waitz Freiherr von Eschen.
1770-1773 ließ er sich durch den Architekten Simon Louis du Ry am Opernplatz in Kassel das Palais Waitz von Eschen errichten, das bis zu seiner Zerstörung 1943 zu den elegantesten Stadtpalais der Stadt gehörte. 
Noch 1773 kam es jedoch zum Zerwürfnis zwischen Waitz und dem Landgrafen. Der Landgraf reorganisierte die Verwaltung und beschnitt die Kompetenzen von Waitz, der daraufhin seinen Rücktritt einreichte. Der Landgraf versicherte ihm seine Dankbarkeit für die geleisteten Dienste und nahm seinen Rücktritt am 21. September 1773 an. Eine hohe Pension drückte die Wertschätzung des Landgrafen aus.
Jacob Sigismund Waitz von Eschen war jedoch über die Entscheidung des Landgrafen verbittert und nahm 1774 das Angebot Friedrichs des Großen an, als dirigierender Staatsminister und Chef des Berg- und Hüttenwesens in preußische Dienste zu treten.
Da er seine eigenen acht Söhne früh verlor, adoptierte er den Mann seiner Tochter Karoline Dorothea Magdalena, den Oberkammerrat Johann Friedrich Hilchen zu Nauheim. Dessen ältester Sohn Friedrich Sigismund Waitz von Eschen gen. v. Hilchen erreichte, wie sein Großvater, höchste Ämter am Kasseler Hof.